# Olive de table
Pour les articles homonymes, voir Olive (homonymie).
« Olive noire » redirige ici. Pour l'AOC, voir Olive noire de Nyons.

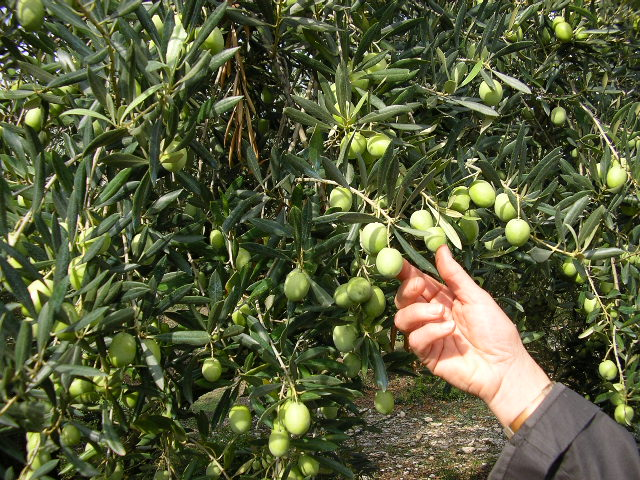
Cueillette manuelle des olives vertes.

L'olive de table ou olive de conserve ou olive de bouche est le nom générique du fruit de l'olivier domestique (Olea  europaea L. subsp. europaea, var. europaea), ayant subi un traitement spécifique afin d'être conservé puis consommé. Cueilli jeune, il donne l'olive verte ; cueilli à pleine maturité, il donne l'olive noire.

## Préparation
Sauf exception pour quelques rares variétés, elle n'est jamais mangée directement cueillie car elle est alors extrêmement amère. Elle subit donc des préparations qui la rendent consommable. Ces préparations sont réalisées par des confiseurs dans des confiseries d'olives de table.
Les olives sont d'abord vertes, puis deviennent noires en mûrissant sur les arbres. Il n'existe donc pas de variétés d'olivier à olives exclusivement vertes et d'autres à olives exclusivement noires. Il existe quelques variétés leucocarpa, dont les fruits sont blancs à maturité mais l'arbre est très peu productif et reste très rare en culture.
La préparation des olives comprend presque toujours quatre phases : désamérisation (pour enlever l'amertume intense et naturelle), rinçage, fermentation lactique, et conservation.
Il existe de nombreuses méthodes différentes, utilisées préférentiellement en fonction de la variété et de la maturité, dont celles décrites ci-après.

## Olives vertes confites en saumure

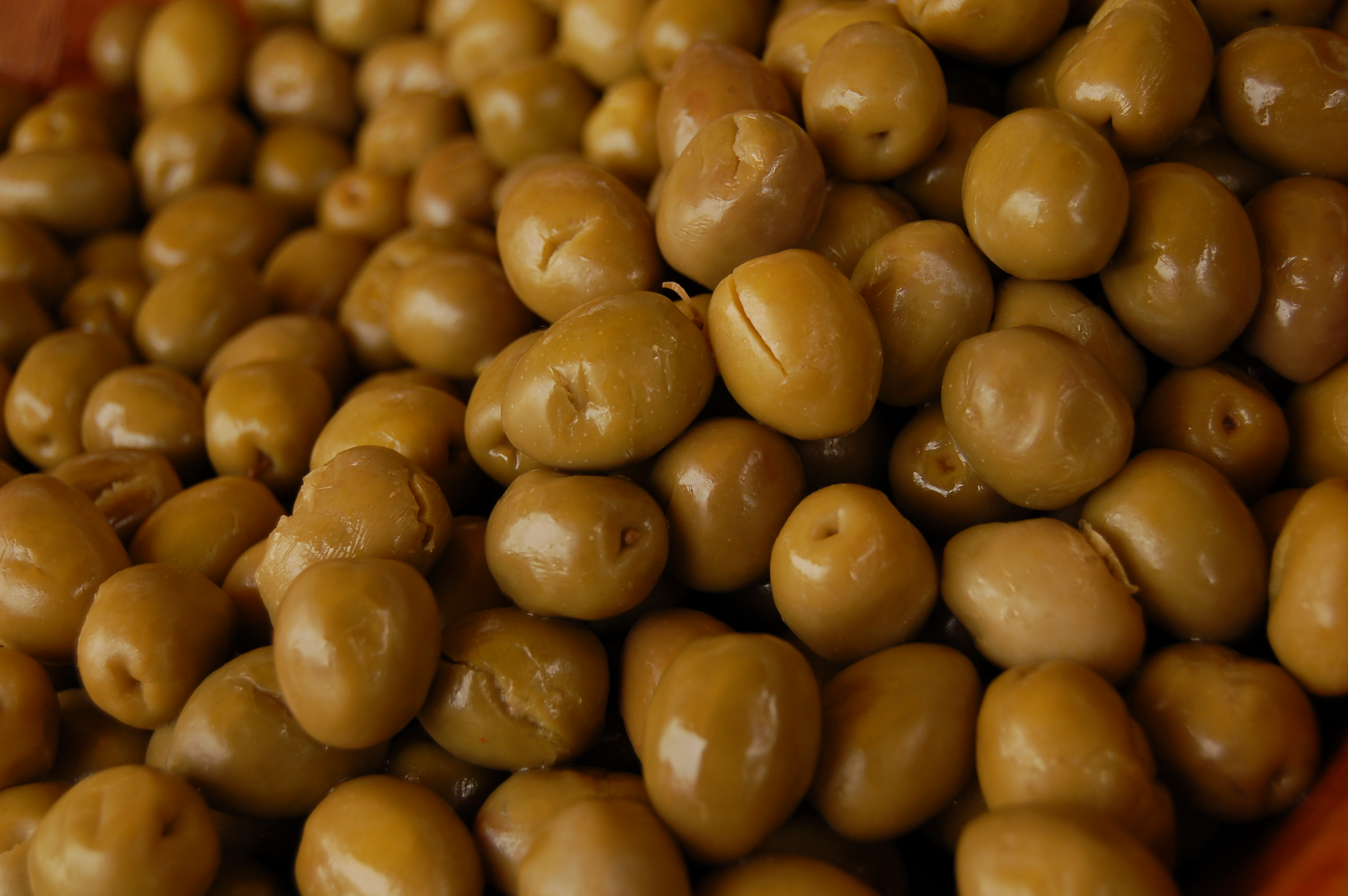
Olives vertes en saumure.

Les olives sont cueillies avant maturité et suffisamment grosses (août, septembre, octobre).
Traitement suivant la méthode sévillane :
les olives sont plongées dans un bain légèrement alcalin (lessive de soude à 1,5-3 %) pendant une dizaine d'heures. Cette première opération, s'appelle la désamérisation. Elle a pour but de réduire la quantité d'oleuropéine, un glucoside phénolique extrêmement amer. Certaines olives vertes, les siciliennes notamment, contiennent très peu d'oleuropéine et ne subissent pas de désamérisation.
Les olives sont ensuite rincées à l'eau claire pendant plusieurs jours. En trois à quatre cycles de lavage, la majeure partie de la soude résiduelle et d'un aglycone phénolique (produit de l'hydrolyse alcaline de l'oleuropéine), sont éliminés.
Les olives désamérisées et lavées sont mises dans des cuves de fermentation contenant une saumure (eau + sel de mer). Le saumurage se fait dans une solution à 4-9 % de chlorure de sodium NaCl, additionnée d'acide lactique afin d'abaisser le pH à 4,5-5,0 à partir de valeurs initiales tournant autour de 10 dues à la soude résiduelle. Il se forme un bouillon de culture pour la fermentation (voir pour les détails dans dernière section).
Une fermentation naturelle, effectuée entre 22 et 28 °C, dure entre six et neuf mois. En général, la désamérisation ayant détruit en grande partie la flore commensale des olives, les opérateurs recourent à un ensemencement avec une culture bactérienne de Lactobacillus plantarum, pour faciliter la fermentation. Elle peut alors être effectuée en trois à neuf semaines.
Une fois la fermentation terminée, les olives peuvent être conservées dans les mêmes cuves ou mises en fûts. Un calibrage est effectué au moment de l'expédition.
Traitement suivant la méthode picholine :
cette méthode s'applique aux variétés Picholine du Languedoc et Lucques en France, au Maroc et en Algérie. On procède aussi à une désamérisation dans une solution alcaline de lessive pendant trois à six heures, selon la maturité des fruits. Les olives sont ensuite rincées. Les opérations de désamérisation et rinçage peuvent être effectuées en plusieurs cycles pendant quatre jours.
L'étape suivante consiste à placer les olives dans une saumure à 5-6 % pendant deux jours.
Pour le conditionnement, on les place dans une saumure à 7-8 % avec de l'eau bouillie et on abaisse le pH à 4,5 avec de l'acide citrique. Elles peuvent durer ainsi jusqu'au printemps mais ensuite il faut passer à une saumure à 10 %.
La conservation se réalise aussi par le froid, ou la pasteurisation (ou stérilisation).

## Olives cassées
La cueillette se fait légèrement plus tardivement que pour les olives vertes et les fruits sont entaillés en les frappant avec un maillet. Ensuite, rincés dans une eau quotidiennement renouvelée pendant une  dizaine de jours, ils se débarrassent de leur amertume. Ils sont alors conditionnés dans une saumure (100 g/l) aromatisée au fenouil, laurier et coriandre.

## Olives noires au naturel
Les olives sont cueillies ou ramassées lorsqu'elles sont arrivées à maturité et sont de couleur noire. Elles sont lavées à l'eau claire puis plongées dans une saumure à 10-12 % de sel marin. Elles sont consommables au bout de six à huit mois.

## Olives noires colorées ou olives noires confites
Leur étiquette indique « olives noires confites » mais ce ne sont pas de véritables olives noires :
- la préparation initiale est la même que pour les olives vertes. Elles sont ensuite oxydées puis du gluconate ferreux est ajouté en fin de processus pour fixer la couleur noire[7] ;
- elles ont la chair ferme comme des olives vertes, et ne sont pas ridées, contrairement aux olives noires récoltées à maturité.

## Olives non préparées
Il existe quelques variétés dont le fruit fermente naturellement sur l'arbre, ce qui en élimine l'amertume et permet de les consommer directement sans aucune préparation. Les olives de ces variétés sont intéressantes comme aliment diététique dans les régimes sans sel. Ce sont toujours des olives noires puisque la fermentation intervient après le stade de maturité optimale. La plus connue est la throumboeliés (Θρουμποελιές) surtout cultivée à Thasos et faisant l'objet d'une appellation d'origine protégée.

## Réglementation, normes commerciales
L'Europe n'a pas établi une réglementation spécifique sur les olives de table comme cela existe pour l'huile d'olive.
La réglementation est :
- mondiale avec le Codex Alimentarius (norme Codex sur les olives de table qui donne les spécificités minimales)[2] ;
- internationale avec la Norme qualitative unifiée applicable aux olives de table dans le commerce international établie par le Conseil oléicole international[8] ;
- en France : le Code des pratiques loyales pour les olives de table[9].

## Microbiologie de la fermentation suivant la méthode sévillane
Dans la méthode sévillane, les olives vertes une fois désamérisées et lavées, sont mises à fermenter dans une saumure à 4-9 % de chlorure de sodium. Les micro-organismes de ce milieu de culture vont se mettre à croître à une vitesse dépendant de la variété des olives, du prétraitement subi, de la concentration en sel, etc. Les bactéries Gram-négatives ont tendance à croître en premier, suivies par les lactobacilles Gram-positifs. Lorsqu'on ajoute de l'acide lactique afin d'abaisser le pH de la saumure à 4,5-5, les bactéries d'altération sont défavorisées par rapport aux bactéries lactiques qui tolèrent bien les milieux acides.
On peut distinguer trois phases dans la fermentation
1. Les premiers 7 à 14 jours : au début les bactéries aérobies, à Gram négatif (comme Pseudomonas spp ou Enterobacteriaceae) sont dominantes. Mais la croissance rapide des bactéries lactiques Leuconostoc mesenteroides  ou des Enterococcus et Pediococcus se fait au détriment des bactéries à Gram négatif Aeromonas (pathogène des eaux souillées), Aerobacter, Pseudomonas, Achromobacter etc. ;
2. Après 2 à 3 semaines, Leuconostoc mesenteroides prédomine et acidifie la saumure. C'est une bactérie lactique hétérofermentaire qui convertit le glucose en acides D-lactique et acétique, en conditions d'anaérobiose. On la trouve aussi dans la fabrication de la choucroute où elle domine fortement en début de fermentation. Dans cette seconde phase, apparaissent aussi les lactobacilles Lactobacillus brevis et Lactobacillus plantarum ;
3. Dans la phase finale, les lactobacilles prédominent et fermentent les sucres diffusant du fruit vers la saumure.

Dans ce schéma des fermentations des saumures à faible salinité, Leuconostoc mesentoroides intervient dans les premières semaines de fermentation puis Lactobacillus plantarum devient l'espèce prédominante dans la phase finale.
La fermentation naturelle est un processus lent pouvant durer de six à neuf mois mais qui peut être ramené à trois à neuf semaines en procédant à un ensemencement avec Lactobacillus plantarum. Du sucre est aussi rajouté en début pour compenser les pertes occasionnées par les lavages.

### Articles liés
- Olive
- Olivier
- Huile d'olive